# Mallomus ciliatus
Mallomus ciliatus är en fjärilsart som beskrevs av Blanchard 1852. Mallomus ciliatus ingår i släktet Mallomus och familjen mätare. Inga underarter finns listade i Catalogue of Life.